# 宮原晴克
宮原 晴克（みやはら はるかつ）は、江戸時代前期の高家旗本。右京。

## 略歴
宮原義久の子として生まれる。母は武田勝頼の娘。
元和6年（1620年）9月、14歳のとき、将軍徳川秀忠に初めて御目見する。
寛永8年（1631年）、父・義久の死去により、家督を相続する。寛永期には後の表高家衆と同様の待遇を受けていたことを確認できる。
寛永19年（1642年）10月28日死去。36歳。法名は宗心。

## 家族
○出典：『寛政重修諸家譜』
父母
- 父：宮原義久
- 母：武田勝頼の娘

妻
- 不明

子
- 宮原義辰